# يوهان باير
يوهان باير (بالألمانية: Johann Bayer)‏ (1572 – 7 مارس 1625) فلكي ومحامي ألماني ولد في بافاريا في ألمانيا في عام 1572. في عام 1592 بدأ دراسته للفلسفة والقانون في جامعة إنغولشتات، ثم انتقل إلى آوغسبورغ ليبدأ عمله كمحامي وأصبح المستشار القانوني لمجلس المدينة في عام 1612.
كان لباير اهتمامات خارج عمله، بما في ذلك الآثار والرياضيات. ولكنه معروف في المقام الأول لعمله في مجال علم الفلك، ولا سيما لعمله على تحديد مواقع الأجرام أو القبة السماوية واشتهر باير بسبب كتابه أطلس النجوم الذي نشر لأول مرة عام 1603، وكان أول من أضاف إلى الكوكبات السماوية القديمة (التي كان عددها 48 كوكبة) كوكبات جديدة.

## انظر ايصا
- تسمية باير
- يوليوس شيلر